# Oxiszol
Az oxiszol egy talajrend az USDA-talajtaxonómiában. Nagyon erősen mállott talajok, amik trópusi esőerdők területén találhatók elsődlegesen, az Egyenlítőtől északra és délre eső 15-25. szélességi körök között. A jégmentes földterületek kb. 7,5%-át foglalják el. Ezek kevés mállásálló ásványt és gyakran vas- és alumínium-oxidokban gazdag ásványokat tartalmaznak.
Jellemzője a rendkívül alacsony termékenység, ami a nagyon alacsony tápanyag tartalék, az ásvány oxidok okozta magas foszfor visszatartás és az alacsony kation-kicserélő képesség eredménye.

## Alrendek
- Aquox - az év nagy részében a vízszint felszínénél vagy annak közelében lévő oxiszol.
- Perox - állandóan nedves éghajlatok oxiszola, ahol a csapadék meghaladja a párolgás mennyiségét minden hónapban..
- Torrox - sivatagi éghajlatok oxiszola.
- Udox - nedves éghajlatok oxiszola.
- Ustox - félsivatagi és félnedves éghajlatok oxiszola.

## Külső hivatkozások
- Oxisols. USDA-NRCS. [2006. február 6-i dátummal az eredetiből archiválva]. (Hozzáférés: 2006. május 14.)